# Uncleftish Beholding
Uncleftish Beholding (1989) est un texte court écrit par Poul Anderson. Il contient presque uniquement des mots d'origine germanique dans l'intention de montrer ce à quoi aurait pu ressembler la langue anglaise si elle n'avait pas  fait son grand nombre d'emprunts à d'autres langues, en particulier le latin, le grec ancien et le français.
Le texte parle de la théorie atomique de base et contient un certain nombre de néologismes, dont beaucoup ont des analogues en allemand moderne, un langage scientifique important à part entière. Le titre uncleftish beholding est un calque de atomic theory (théorie atomique).
Le texte commence ainsi :
For most of its being, mankind did not know what things are made of, but could only guess. With the growth of worldken, we began to learn, and today we have a beholding of stuff and work that watching bears out, both in the workstead and in daily life.
Il définit ensuite les « firststuffss » (littéralement  « matières-premières », c'est-à-dire éléments chimiques), tels que « waterstuff » (truc d'eau, hydrogène), « sourstuff » (truc aigre, oxygène) et « ymirstuff » (truc d'Ymir, uranium), ainsi que les « bulkbits » (morceaux de masse, molécules), « bindings » (liaisons, composés chimiques), et plusieurs autres termes importants pour le « uncleftish worldken » (compréhension de l'indivisible, science atomique). « Wasserstoff » et « Sauerstoff » sont les mots allemands modernes pour l'hydrogène et l'oxygène, et en hollandais les équivalents modernes sont « waterstof » et « zuurstof ». « Sunstuff » se réfère à l'hélium, qui se réfère lui-même à Hélios, Ymirstuff fait référence à Ymir, un géant dans la mythologie nordique équivalent à Uranus dans la mythologie grecque.
Le vocabulaire du texte ne dérive pas entièrement du vieil anglais. Around, de l'ancien français reond (français moderne rond), a complètement remplacé le vieil anglais ymbe (mot apparenté à allemand um), ne laissant aucun mot anglais natif pour ce concept. Le texte contient également des termes dérivés du français, comme : rest, ordinary et sort.
Le texte a regagné en popularité après avoir circulé sur Internet. Il a servi d'inspiration pour quelques inventeurs de langues construites basées sur l'anglais germanique. Douglas Hofstadter, en discutant de la pièce dans son livre Le Ton beau de Marot, se réfère par plaisanterie à l'utilisation uniquement de racines germaniques pour les termes scientifiques comme de l'« Ander-Saxon ».